# Toshirō Mayuzumi
Toshirō Mayuzumi (黛敏郎, Mayuzumi Toshirō), né le 20 février 1929 à Yokohama et mort le 10 avril 1997 à Kawasaki, est un compositeur japonais.

## Biographie

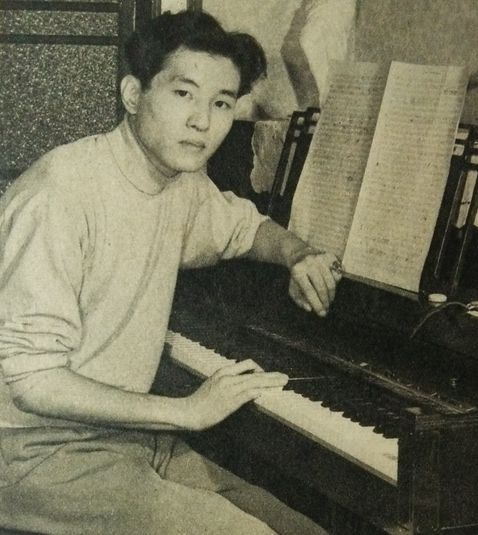
Toshirō Mayuzumi en 1952.

Toshirō Mayuzumi entre à l'université des arts de Tokyo juste après la Seconde Guerre mondiale, puis part en Europe et entre au Conservatoire de Paris. D'abord enthousiasmé par la musique d'avant-garde occidentale, il se tourne ensuite vers la musique traditionnelle de son pays et le bouddhisme, opposé à l'occidentalisation excessive du Japon à l'image de Yukio Mishima dont il a fait un opéra de son Pavillon d'or. Il est également un compositeur prolifique de musiques de films (une centaine environ), notamment pour John Huston (La Bible, Reflets dans un œil d'or) et Ozu (Bonjour)

## Compositions

### Œuvres pour orchestre
- 1950 : Symphonic Mood[1].
  1. Moderato
  2. Vivo
- 1951 : Sphenogrammes
- 1953 : Bacchanale - Kyoen[1]
- 1954 : Ectoplasme
- 1955 : X, Y, Z
- 1956 : Pieces for Prepared Piano and Strings
  1. Prologue
  2. Interlude
  3. Finale
- 1958 : Nehan kokyokyoku - "Nirvana Symphony", cantate bouddhiste pour six solistes, chœur et grand orchestre[2].
  1. Campanology I
  2. Suramgamah
  3. Campanology II
  4. Mahaprajnaparamita
  5. Campanology III
  6. Finale
- 1959-1960 : Mandala Symphony
  1. Mandala Vajra-dhatu (The Diamond World)
  2. Mandala Garbha-dhatu (The Matrix World)
- Concertino for Xylophone and Orchestra
- 1962 : Samsara, poème symphonique
- 1963 : Essay, pour quatuor à cordes
- 1964 : Birth of Music
- 1964 : Olympic Campanology
- 14965 : Concertino, pour xylophone et orchestre[3],[4],[5]
  1. Allegro
  2. Adagio
  3. Allegro vivace
- 1971 : Poème symphonique "Tateyama"
- 1984 : The Kabuki, suite de ballet pour orchestre, joruri (parlant) shamisen, shakuhachi et chant
- 1989 : Perpetuum Mobile
- 1991 : The World Prayers pour orchestre et bande magnétique
- 1992 : Rhapsodie pour le XXIe siècle
- Geka (Pratidesana), cantate bouddhiste

### Œuvres pour orchestre d'harmonie
- 1953 : Sports March
- 1955 : Tonepleromas 55
- 1961 :Music with Sculpture
- 1962 : Texture, pour orchestre d'harmonie
- 1963 : Fireworks
- 1964 : The Ritual Overture, pour orchestre d'harmonie[6]
- 1965 : Concerto, pour percussion et orchestre d'harmonie
- 1966 : Thème de l'arche de Noé - Procession des animaux, du film la Bible de John Huston, (arrangé pour orchestre d'harmonie par Ken Whitcomb)
- 1981 : March "REIMEI" (Morgenrood)
- 1981 : March "SOKOKU" (Moederland)
- Concerto, pour trampoline et orchestre d'harmonie

### Musique pour chœur
- Sange pour chœur d'hommes

### Musique de scène

#### Opéra
| achevé en | titre                                | actes   | première                                   | livret                                                               |
| --------- | ------------------------------------ | ------- | ------------------------------------------ | -------------------------------------------------------------------- |
| 1976      | Kinkakuji (« L'incendie du temple ») | 3 actes | 23 juin 1976, Berlin, Deutsche Oper Berlin | le compositeur et Claus H. Henneberg d'après Yukio Mishima           |
| 1996      | Kojiki (« Les jours des dieux »)     | 4 actes | 24 mai 1996, Linz, Staatstheater           | le compositeur, traduction : Yūki Nakajima, édité par G. Fussenegger |

#### Ballets
| achevé en | titre                                 | actes   | première | livret | chorégraphie |
| --------- | ------------------------------------- | ------- | -------- | ------ | ------------ |
| 1962      | Bugaku (musique de dans pour la cour) | 2 actes |          |        |              |
| 1986      | The Kabuki                            |         |          |        |              |

### Musique de chambre
- 1946 : Sonate pour violon
- 1961 : Metamusic pour piano, violon, saxophone et chef d'orchestre
- 1964 : Prélude pour quatuor à cordes
- 1989 : Rokudan pour harpe
- Bunraku pour violoncelle solo
- Divertimento pour dix instruments

### Pièces pour piano
- 1954 : Music for Sine Wave by Proportion of Prime Number
- 1954 : Music for Modulated Wave by Proportion of Prime Number
- 1954 : Invention for Square Wave and Saw-tooth Wave
- 1956 : Variations on numerical principle of 7
- 1966 : Campanology by multipiano
- Hors d’œuvre pour piano
- Dance of Golden Branch extrait de Kaguyahime

### Musique électronique
- 1955 : Shusaku I
- 1969 : MANDARA with source of Voice and Electric sound
- Akasen-chitai "Red District" musique de film

### Musique de film
- 1951 : Waga ya wa tanoshi
- 1951 : Carmen revient au pays (カルメン故郷に帰る, Karumen kokyō ni kaeru?) de Keisuke Kinoshita
- 1951 : Aa seishun
- 1952 : Nami
- 1952 : Ashi ni sawatta onna
- 1952 : Karumen junjo su
- 1952 : Ano te kono te
- 1953 : Yassamossa
- 1953 : Himawari musume
- 1953 : Pu-san
- 1953 : Aoiro kakumei
- 1953 : Seishun Zenigata Heiji
- 1953 : Kofuku-san
- 1953 : Aijin
- 1954 : Wakaki hi no takuboku: Kumo wa tensai de aru
- 1954 : Kino to ashita no aida
- 1954 : Josei ni kansuru junisho
- 1954 : Une femme dont on parle (噂の女, Uwasa no onna?) de Kenji Mizoguchi
- 1954 : Haha no hatsukoi
- 1954 : Aku no tanoshisa
- 1954 : Shiosai
- 1954 : Niwatori wa futatabi naku
- 1955 : Ai no onimotsu
- 1955 : Seishun kaidan
- 1955 : Ashita kuru Hito
- 1955 : Le Christ en bronze (青銅の基督, Seidō no Kirisuto?) de Minoru Shibuya
- 1956 : Masako - Onna no issho
- 1956 : La Rue de la honte (赤線 地帯, Akasen chitai?) de Kenji Mizoguchi
- 1956 : Karakorumu
- 1956 : Ani to sono musume
- 1957 : Kao
- 1957 : Bakumatsu taiyôden
- 1957 : Yûwaku
- 1957 : Bitoku no yoromeki
- 1957 : Kichigai buraku
- 1958 : Tempel zur Goldenen Halle
- 1958 : Onna de aru koto
- 1958 : Le  Guet-apens (張込み, Harikomi?) de Yoshitarō Nomura
- 1958 : Devant la gare de Ginza (西銀座駅前?, Nishi Ginza ekimae) de Shōhei Imamura
- 1958 : Désirs volés (盗まれた欲情, Nusumareta yokujo?) de Shōhei Imamura
- 1959 : Christus in Bronze - Seido no Kirisuto
- 1959 : Guten Morgen - Ohayo
- 1959 : Mädchen der Ginza - Onna ga kaidau o agarutoki
- 1959 : Strategie eines Mörders - Yaju shisubeshi
- 1960 : Schweine, Geishas und Matrosen
- 1960 : Mystery of the Himalayas
- 1961 : Herbst der Familie Kohayagawa - Kohayagawa-ke no aki
- 1961 : Cochons et Cuirassés (豚と軍艦, Buta to gunkan?) de Shōhei Imamura
- 1963 : Contes cruels du Bushido (武士道残酷物語, Bushidō zankoku monogatari?) de Tadashi Imai
- 1963 : La Mer étincelante (光る海, Hikaru umi?) de Kō Nakahira
- 1964 : Désir meurtrier (赤い殺意, Akai satsui?) de Shōhei Imamura
- 1964 : Insektenweib - Nippon konchuki
- 1964 : Liebe des Mädchens Kiyono - Shuen
- 1964 : Tokyo Olympiades 1964
- 1964 : Adauchi (仇討?) de Tadashi Imai
- 1965 : The Bible: In the Beginning
- 1966 : Spiegelbild im goldenen Auge
- 1966 : Jinruigaku nyumon
- 1967 : L'Évaporation de l'homme (人間蒸発, Ningen johatsu?) de Shōhei Imamura
- 1968 : Profonds désirs des dieux (神々の深き欲望, Kamigami no fukaki yokubo?) de Shōhei Imamura
- 1968 : Mr. Kugelblitz schlägt zu
- 1969 : Brief an den Kreml
- 1969 : Safari 5000 (栄光への5000キロ, Eiko e no 5,000 kiro?) de Koreyoshi Kurahara
- 1970 : Brandung - Shiosai
- 1971 : Chimimoryo, une âme au diable (闇の中の魑魅魍魎, Yami no naka no chimimoryo?) de Kō Nakahira
- 1993 : Tanz am Abgrund
- 1995 : The Convent

### Musique japonais traditionnelle
- 1958 : A hun for three no instruments
- 1970 : Showa Tenpyo-raku